# Mario Cotelo
Mario Gutiérrez Cotelo (La Felguera, Asturias, España, 10 de febrero de 1975), conocido como Mario Cotelo, es un exfutbolista español que jugaba de centrocampista y se formó en la cantera del Real Sporting de Gijón. Se retiró en junio de 2009, cuando rescindió su contrato con el Getafe C. F. Desde el 20 de agosto de 2015 ejerce como delegado del Real Sporting de Gijón.

## Clubes
| Club                       | País   | Año       |
| -------------------------- | ------ | --------- |
| Real Sporting de Gijón "B" | España | 1993-1995 |
| Real Sporting de Gijón     | España | 1995-1996 |
| C. D. Badajoz              | España | 1996-1997 |
| Real Sporting de Gijón     | España | 1997-2001 |
| Sevilla F. C.              | España | 2001-2003 |
| U. D. Las Palmas           | España | 2003      |
| Getafe C. F.               | España | 2003-2009 |